# スマートラウンジ
スマートラウンジ（SMART LOUNGE）は、2011年4月8日から2012年3月30日まで毎週金曜の23:00-23:54(JST)にBS朝日で放送されていたテレビ番組。メインMCは、高橋克典と下平さやか。番組のナレーターはnona。

## 概要
番組では毎回、“案内人”の高橋克典と下平さやかが、様々な分野で活躍するトップランナーのプライベート空間（自宅や仕事場）を訪れ、その人物の魅力や素顔に迫る。

## これまでの出演者
- ハービー・山口（写真家）-　(2011年4月8日・15日放送)
- 和田秀樹（精神科医） - (2011年4月22日・29日放送)
- 高橋幸宏（ミュージシャン） - (2011年4月22日・29日放送)
- 百武朋（特殊メイク・キャラクターデザイナー） - (2011年5月20日・27日放送)
- 松井龍哉（ロボットデザイナー） - (2011年6月3日・10日放送)
- 白石康次郎（海洋冒険家） - (2011年6月17日・24日放送)
- 千住明（作曲家） - (2011年7月1日・8日放送)
- 森田恭通（デザイナー） - (2011年7月15日・22日放送)
- 坂井宏行（フランス料理人） - (2011年7月29日・8月5日放送)
- パパイヤ鈴木（タレント・振付師） - (2011年8月12日・19日放送)
- 中村貞裕（ブランディングプロデューサー） - (2011年8月26日・9月2日放送)
- 向谷実（ミュージシャン・鉄道タレント） -（2011年9月9日・16日放送）
- 笛木優子（女優） - (2011年9月23日・30日放送)
- パンツェッタ・ジローラモ（タレント） - （2011年10月7日・14日放送)
- コロッケ（ものまねタレント）-  (2011年10月21日・28日放送)
- クリス・ペプラー（ラジオパーソナリティー）-  (2011年11月4日・11日放送)
- 辻口博啓（パティシエ）（2011年11月18日・25日放送）
- わたせせいぞう（漫画家・イラストレーター）（2011年12月9日・16日放送）
- Mr.マリック（超魔術師）（2011年12月23日・30日放送）
- 手塚貴晴・手塚由比（建築家）（2012年1月13日・20日放送）
- ロバート・キャンベル（日本文学者）（2012年1月27日･2月3日放送）
- 藤原美智子（ヘア&メイクアップアーティスト）（2012年2月10日・17日放送）
- 中村征夫（水中写真家）（2012年2月24日・3月2日放送）
- 菊池武夫（ファッションデザイナー）（2012年3月9日・16日放送）
- 高須克弥（美容外科医）（2012年3月23日・30日放送）

## コーナー
メイントーク
- さまざまな角度のトークから、ホストの素顔と魅力に迫る。

凄腕GIRL
- 毎回、芸術やスポーツなど、ある分野に長けている＝“凄腕”を持つ美女が登場し、場を盛り上げる。
- 例えば絵画などの場合は、凄腕GIRLが持参した作品を出演者の前で披露し、出演者でも創作が可能なものであれば実際にチャレンジする事も少なくない。

スマートアプリ
- パーティーで楽しめるスマートフォンのアプリを紹介する。2011年7月現在、紹介されているのはアンドロイドアプリのみで、iPhoneのアプリは紹介されていない。
- ラウンジにプレゼンターが登場し、出演者と体験するという形で紹介される。
- プレゼンターとして出演するのは、アンドロイドアプリのレビューサイト「アンドロイダー」の編集長・百名覚。

スマートギア
- 家電や便利グッズなど、様々なジャンルの旬な最新アイテムを紹介する。テーマとしては、季節や、出演者の職業・趣味に合わせたものが多い。
- スマートアプリのコーナーと同様、ラウンジにプレゼンターが登場し、出演者の前で実演することでギアを紹介していく。
- プレゼンターは雑誌「Begin」や「Goods Press」などの編集長が担当する。

スマートエンタメ
- 週末にオススメの映画情報を毎週2作品ずつ紹介する。
- 毎回、女性宣伝担当者が登場し、作品の魅力などを紹介する。

## スタッフ
- ナレーター：nona
- 構成：田中伊知郎、岡伸晃
- 演出：片山剛
- ディレクター：長谷川哲也、東海林陽、佐藤林太郎
- 音楽効果：伊藤大輔(TSP)